# Auguste Viktoria von Hohenzollern

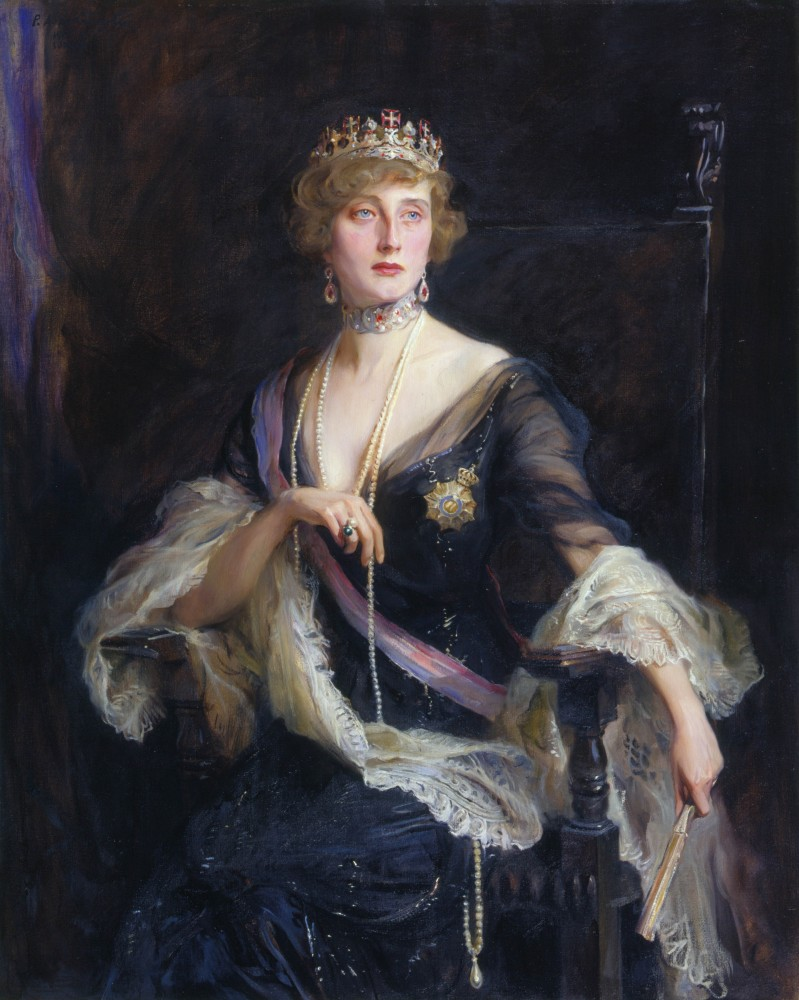
Auguste Viktoria von Hohenzollern, Gemälde von Philip Alexius de László (1915)

Auguste Viktoria Wilhelmine Antonie Mathilde Ludovika Josephine Maria Elisabeth Prinzessin von Hohenzollern (* 19. August 1890 in Potsdam; † 29. August 1966 in Münchhöf-Homberg) war die Ehefrau von Emanuel II., dem letzten gekrönten König von Portugal.

## Leben
Auguste Viktoria von Hohenzollern wurde als Tochter von Prinz Wilhelm von Hohenzollern und Maria Theresia von Neapel-Sizilien, einer geborenen Prinzessin beider Sizilien geboren.  Ihre Eltern wurden später Fürst und Fürstin von Hohenzollern-Sigmaringen.

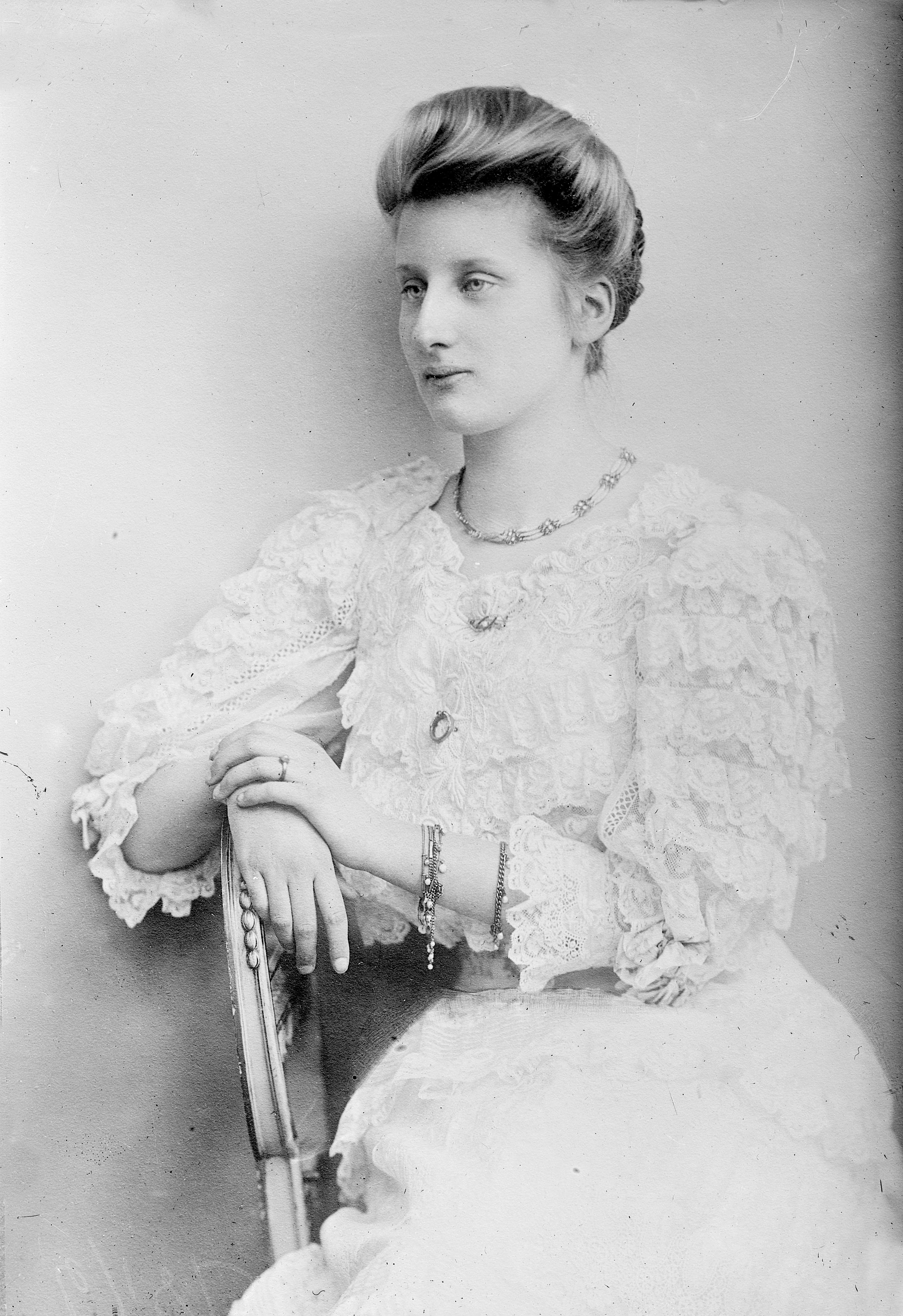
Auguste Viktoria von Hohenzollern in jungen Jahren

1913 heiratete sie Dom Manuel II. von Portugal. Die feierliche Hochzeit richtete ihr Vater, Wilhelm Fürst von Hohenzollern, im Schloss zu Sigmaringen aus. Don Emanuel II. und Auguste-Victoria lebten nach der Hochzeit im Exil auf Schloss Fulwell Park bei Twickenham nahe London. Nach dem Sturz der portugiesischen Monarchie waren sie kein regierendes Adelsgeschlecht mehr, sondern nur noch Titular-König und Titular-Königin. Nach dem Namensrecht des Adels können Frauen bei der Hochzeit den Namen ihres Mannes annehmen. Bei der standesamtlichen Hochzeit nahm Prinzessin Auguste-Victoria von Hohenzollern den Namen „Auguste-Victoria Königin von Portugal“ an, den sie standesrechtlich bis zu ihrer Heirat mit Graf Douglas führte. Die  Ehe mit König Dom Manuel II. von Portugal blieb kinderlos.
Nach dem Tode von König Emanuel II. verließ sie England und ließ sich von 1932 bis 1934 auf dem Schlossgut ihres Bruders Friedrich Fürst von Hohenzollern in Umkirch bei Freiburg ein neues Schloss im englischen Landhausstil bauen, das sie zur Erinnerung an ihre Zeit in England ebenfalls „Fulwell-Park“ nannte. Im Volksmund wurde das Anwesen das „Landhaus“ genannt. Am 23. April 1939 heiratete sie ihren Jugendfreund Robert Graf Douglas (1880–1955), mit dem sie abwechselnd am Bodensee und im Breisgau lebte. Ihren Lebensabend verbrachte sie auf Schloss Münchhof, einem Landhaus bei Münchhöf-Homberg, einem Ortsteil von Eigeltingen und im Fulwell-Park Umkirch, der nach ihrem Tod zu ihrer Ehre in Queen-Auguste-Victoria-Park umbenannt wurde. In zahlreichen öffentlichen Urkunden wurde ihr Vorname Viktoria mit „c“ wie Victoria geschrieben.
Ein Teil ihrer Bibliothek befindet sich heute in Schloss Ebnet in Freiburg im Breisgau.